# 公論報
《台灣公論報》為早期台灣的一份新聞報紙。1947年10月25日，時任《台灣新生報》董事長的李萬居創立《公論報》，李萬居擔任社長，陳其昌為總經理，鄭士鎔為總編辑，陳祺升為發行人。原《台灣公論報》於1961年9月遭奪取轉賣予聯合報系之後，即被改組為《經濟日報》。
亦有一份同名之《台灣公論報》，係於1981年由台灣獨立聯盟副主席洪哲勝於美國長島創辦，行銷於美國台僑社群之間。 該報與李萬居創辦之《台灣公論報》並無直接關係。
另外，2006年由巫曉天創辦之同名報紙，與1947年李萬居創辦者亦無直接關係。

## 1947年創立之《台灣公論報》

### 特色
- 一直到1951年底，除中國國民黨黨營的《中央日報》、《台灣新生報》及《中華日報》外，民營報紙中就屬公論報銷售量最大，最受讀者大眾肯定的報紙。[來源請求]
- 《公論報》在當時贏得「台灣《大公報》」的美譽。[來源請求]
- 《公論報》是第一份轉發美聯社、合眾社消息的民間報刊。[來源請求]
- 《公論報》創設「台灣風土」欄，以介紹台灣的鄉土民情。[來源請求]

### 言論遭打壓
- 《公論報》從創辦至易手為止十四年，從創刊起即因物價大波動，使得許多報紙朝不保夕；加上《公論報》無所顧忌的言論作風，因此為政府注意，《公論報》的記者、編輯便常犯言忌而鎯鐺人獄，主筆倪師壇及編輯、記者橫遭繫獄者達數十人之多。[來源請求]
- 國民黨政權在經濟上的打壓《公論報》，更是處處可見；如：藉「公營企業員工訂報意願調查」從事監控，對於印刷用白報紙的漲價等等，無一不是致命傷。[來源請求]
- 且國民黨政權命令不准在《公論報》上刊登廣告，《公論報》於是成為島內唯一不登廣告的新聞報紙，而沒有廣告來源就意味「死路一條」。[來源請求]

### 經營權轉手
1961年9月，《公論報》遭該報股東之一·國民黨籍台北市議會議長張祥傳以法院假處分方式奪取《公論報》的發行權與經營權。隨即不久，張祥傳將《公論報》賣給王惕吾，《公論報》便被併入聯合報系而成為《經濟日報》。

王鼎鈞回憶：
至於廣告，我在《公論報》初學乍練的那幾年，工商業不發達，廣告難得，各報倚賴「交際廣告」和政府公告。交際廣告是台灣特產，送行、祝壽、追悼都可以登廣告表示，一大群親友署名，篇幅很大。政府機關招生、放榜、招標、開標必須登報公告，這種公告只送給「公營」報紙刊登，「私營」報紙無份。後來台北市的九家「私營」報紙首先給自己正名為「民營報紙」，並成立「台北市民營報業聯誼會」向政府力爭。一九五二年，省政府規定「每一份公告送三個單位刊登」；「台北市民營報業廣告聯營處」算一個單位，也就是九家民營報平分一份廣告費；《公論報》也是聯誼會成員，應該有份。

## 2006年創立之《台灣公論報》
2006年5月20日，由一群台灣資深媒體人倡議另辦一份《台灣公論報》。英文名稱為“Taiwan Justice Weekly News”，並於報頭標記創辦人李萬居之姓名。但此一版本與李萬居發行者時空背景不同、言論立場亦迥異，並無直接之傳承關係。
2006年版本之《台灣公論報》發行公司為「台灣多媒體股份有限公司」，為免費報紙，主要於台北捷運各車站及台灣中南部免費發送。創刊之初，隨報贈送免費報紙《扁扁報》，兩報均以批判陳水扁政府所涉及的貪腐弊案為主。
2015年澳門新方盛集團從巫曉天手中購入台灣多媒體公司，同時改組發行《台灣公論報》，正名為《臺灣公論報》以新風格出刊。

## 外部連結
- 美國台灣公論報網站
- 台灣公論報部落格 （页面存档备份，存于）
- 民視新聞網-台灣筆記